# 薛焰
薛焰（1921年1月—1996年8月），曾用名薛道信、薛烽，男，汉族，陕西韩城人，中华人民共和国政治人物，曾任广州市政协主席，中共广州市委书记，中共广东省委常委，广东省人大常委会副主任。

## 生平
1934年6月，在集义镇参加红军陕甘边区二路队。1934年秋加入了中国共产主义青年团。1935年秋编入红二十五军独立营任文书。1935年12月到陕北瓦窑堡中央党校白区工作班学习。1936年初结业，转为中共党员，为陕甘团省委候补工委委员，在黄龙山打游击。1936年夏任陕甘少共省委白区工作部部长、陇东西峰镇红军办事处任秘书。1937年2月任陕甘宁省委青救会社会工作部部长。
1937年8月到延安桥儿沟中央党校十班学习，1938年1月结业，到陕西省委沿河工委青年工作部任部长。1938年5月回省委任青委委员，负责青年工作和机关支书工作。1938年10月出席中央青委工作会议及二次青救大会。1939年底入延安马列学院学习，兼做支部及保卫工作。1941年6月入枣园中央社会部保卫干部训练班学习。1941年底调中共中央直属机关保卫工作委员会任专职委员。1944年夏到1945年8月到中央党校第三部学习。
1945年8月，随汪金祥、叶长庚等率领的南方干部第一大队，1945年8月17日从延安出发，南下恢复和建立闽浙赣根据地。途经晋东南时，接到中央紧急电报，转赴东北。11月13日到达沈阳。留东北局社会部工作。1946年4月19日，汪金祥率东北局社会部全体人员进驻长春，并组建了长春特别市公安局，汪金祥兼任局长，张化东任副局长，王鉴任一处(治安)处长，薛焰任二处(司法)处长。5月22日晚22时长春公安总局机关撤离长春至哈尔滨。任东北局社会部政策研究科、指导科科长。1947年5月2日吉北地委成立社会部，吉北专署成立公安分处，合署办公，东北局指定薛焰为吉北地委委员，吉北地委社会部部长兼公安分处处长，刘文为副部长兼副处长。吉北地区是北满总后方与长春、吉林国统区之间的屏障，斗争形势极为尖锐。   
1948年3月9日吉林市解放。吉林省公安处与吉林市公安局暂时合署办公，吉北公安分处全体进入吉林市公安机关工作。于克为省公安处处长并统管吉林市公安工作；薛焰为省公安处副处长兼治安科科长(政治侦察)；原吉南地委社会部长巩维明为吉林市公安局局长兼行政科和司法科科长，对外以巩维明名义，整个工作机关统称为吉林市公安局。 
1948年7月9日东北局发出《对长春准备工作的几项决定》，成立长春市筹备委员会，朱光任长春特别市市委书记，邹大鹏任长春特别市市长，于克、薛焰为长春特别市公安局正、副局长。薛焰主管治安工作。1949年5月下旬于克调任吉林省公安厅厅长，薛焰继任长春市公安局局长兼长春市公安总队第一政治委员。1951年3月，薛焰任吉林省公安厅厅长兼吉林省公安总队第一政治委员。1952年起为副省级。
1953年2月薛焰调任广州市公安局局长。1955年1月当选为副市长兼任公安局长。1958年至1961年任广州市委书记处书记。主管财贸、党群工作，抓农副业产品，保证城市居民的供应。1961年8月，外交部准备调薛焰出任驻刚果大使，后由于外交不顺利，他被调到陕西。自1962年至1966年任西安市委书记处书记、常务书记。“文革”中被三年军管，参加南泥湾干校劳动，西安化工厂劳动。1975年6月，薛焰恢复了工作，又调回广州市委任政法委主任、市委常委、边防小组长。